# Indicatif régional 865

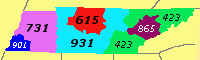
Carte de l'État du Tennessee avec les territoires de ses indicatifs régionaux. L'indicatif régional 865 est en brun.

L'indicatif régional 865 est l'un des indicatifs téléphoniques régionaux de l'État du Tennessee aux États-Unis. Cet indicatif dessert un territoire situé à l'est de l'État.
La carte ci-contre indique en brun le territoire couvert par l'indicatif 865.
L'indicatif régional 865 fait partie du Plan de numérotation nord-américain.

## Comtés desservies par l'indicatif
- Knox
- Anderson
- Blount
- Grainger
- Jefferson
- Loudon
- Roane
- Sevier
- Union

## Principales villes desservies par l'indicatif
- Knoxville
- Clinton
- Gatlinburg
- Harriman
- Jefferson City
- Lenoir City
- Maryville
- Maynardville
- Norris
- Oak Ridge
- Rockwood
- Rutledge
- Sevierville

## Source
- (en) Cet article est partiellement ou en totalité issu de l’article de Wikipédia en anglais intitulé « Area code 865 » (voir la liste des auteurs).